# Бентов, Мордехай
Мордехай Бентов (ивр. מרדכי בנטוב‎, при рождении Гутгельд; 28 марта 1900 — 18 января 1985) — израильский журналист, политик и государственный деятель. Один из 37 человек, подписавших Декларацию о государственной независимости Израиля.

## Биография
Родился в Гродзиск-Мазовецкий, Российская империя (ныне Польша). Два года учился в Варшавском университете и был одним из основателей и руководителей левой сионистской организации Ха-шомер ха-цаир в Польше. Иммигрировал в Палестину в 1920 году и продолжил обучение на юриста в Иерусалиме.
Был одним из основателей кибуцного движения и членом кибуца Мишмар-ха-Эмек на севере Израиля. Представлял «Ха-Шомер ха-цаир» в профсоюзе Гистадрут и Всемирной сионистской организации. Он был также одним из делегатов Еврейского агентства в ООН в 1947 году.
14 мая 1948 года был в числе 37 человек, подписавших Декларацию независимости Израиля. В дальнейшем был избран членом кнессета 1-го созыва от партии Мапам, переизбирался в 1951, 1955, 1959 и 1961 годах. В кнессете 2-го созыва возглавлял комиссию по экономике.
В 7-9 правительствах Израиля занимал должность министра развития, в 13-14 — министра жилищной политики.